# David Banks
David Banks (ur. 30 sierpnia 1983 w Waszyngtonie) – amerykański wioślarz, reprezentant Stanów Zjednoczonych w wioślarskiej czwórce bez sternika podczas Letnich Igrzysk Olimpijskich w Pekinie.

## Osiągnięcia
- Puchar Świata 2008:
  - II etap: Lucerna – czwórka bez sternika – 3. miejsce[2].
- Igrzyska Olimpijskie – Pekin 2008 – czwórka bez sternika – 9. miejsce[1][2].
- Puchar Świata 2009:
  - I etap: Banyoles – jedynka – 7. miejsce[2].
  - III etap: Lucerna – jedynka – 3. miejsce[2].
- Mistrzostwa Świata – Poznań 2009 – dwójka bez sternika – 5. miejsce[2].